# Midway (Teksas)
Midway je grad u američkoj saveznoj državi Teksas. Prema popisu stanovništva iz 2010. u njemu je živjelo 228 stanovnika.